# Alexis Auguste Peyssard
Pour les articles homonymes, voir Peyssard.
 (janvier 2013).
Alexis-Auguste Peyssard, né le 20 mars 1825 à Saint-Julien-en-Genevois (Duché de Savoie), mort en 1889 à Turin et inhumé à Chambéry, est un officier italien ayant servi la Savoie et qui a contribué par son engagement militaire à l'unité de l'Italie.

## Biographie

### Origines
Appartenant à une ancienne famille originaire de Savoie, il est le fils de Claude François Peyssard, juge-mage de la province de Carouge à Saint-Julien-en-Genevois et de Claudine Hiéronyme de la Mare et le cousin du général Anne Joseph Théodore Peyssard et du colonel Charles Grégoire Léonard Peyssard.

### Carrière militaire
Entré le 26 mars 1836 comme élève à l'École royale militaire, il commence sa carrière comme sous-lieutenant d'ordonnance au 2e régiment d'infanterie de Savoie où il participe du 29 mars à août 1848 à la campagne pour l'indépendance de l’Italie. Il est décoré de la médaille d'argent de la valeur militaire par ordre général de l'Armée du 13 août 1848 pour s'être distingué dans les combats du 22 au 27 juillet 1848 sur les hauteurs de Saint-Julien-en-Genevois, Rivoli, Sona et Volta Mantovana en Lombardie.
Capitaine, il s'embarque le 25 avril 1855 pour la Crimée afin de renforcer la coalition franco-britannique. Avec le printemps, la coalition reçoit le renfort du royaume de Sardaigne qui ne semble pourtant avoir aucune raison de s’engager contre la Russie. Cavour, récemment nommé président du Conseil, entend ainsi se ménager le soutien de la France et de l’Angleterre dans la perspective d’un conflit avec l’Autriche auquel il se prépare. L’alliance est conclue le 26 janvier 1855. 15 000 hommes sont envoyés en Crimée à partir du mois d’avril. Il est décoré de la médaille anglaise de Crimée le 15 juin 1856.
Il participe en 1859 à la campagne d'Italie ; cette deuxième guerre d'indépendance italienne voit s’affronter l’armée franco-piémontaise et celle de l’empire d'Autriche. Sa conclusion  permet la réunion de la Lombardie au royaume de Sardaigne et pose la base de la constitution du royaume d’Italie. Alexis-Auguste reçoit la médaille commémorative française qu'il est autorisé à porter par détermination souveraine du 1eravril 1860 avec mention honorable pour s'être distingué au fait d'armes de la Madonna della Scoperta le 24 juin 1859 et pour l'énergie avec laquelle il a commandé sa compagnie.
Le 4 août 1860 par décret royal, il choisit la nationalité sarde et le 12 août la ville de Turin lui offre le titre de « Bourgeois d'honneur ». Il est décoré de la croix de chevalier de l'ordre militaire de Savoie par décret royal du 1er juin 1861 ainsi que de la croix d'officier de l'ordre des Saints-Maurice-et-Lazare par décret royal du 23 octobre 1865.
En 1860, alors que la révolution italienne (Risorgimento) et les plébiscites pour l'unification en Italie fédèrent les différents États d'Italie et installent le roi de Sardaigne Victor-Emmanuel II de Savoie sur le trône d'une monarchie constitutionnelle avec l'appui de l'empereur des Français Napoléon III, Alexis-Auguste sert successivement au 46e régiment d'infanterie puis au 1er régiment de la brigade du Roi.
Du 14 août 1862 au 5 juillet 1863, il est nommé juge au tribunal militaire de Gênes. Le 13 juillet 1863, il est élu membre correspondant de l'Académie des sciences, belles-lettres et arts de Savoie.
Il termine sa carrière militaire en prenant le commandement du 22e régiment d'infanterie et en restant fidèle comme la plupart des officiers au Roi Victor-Emmanuel II de Savoie.
Il décède à Turin où il s'était retiré après avoir quitté ses responsabilités militaires. Ses obsèques ont lieu le 26 mai 1889 en la cathédrale de Chambéry et le deuil conduit par le baron Picollet d'Hermillon et sa famille.

## Distinctions
|                                                  |
| Officier de l'ordre des Saints-Maurice-et-Lazare |
|                                                  |
| Chevalier de l'ordre militaire de Savoie         |

## Décorations
| Royaume de Grande-Bretagne                            |
|                                                       |
| Médaille de Crimée                                    |
| Empire français :                                     |
|                                                       |
| Médaille commémorative de la campagne d'Italie (1859) |
| Duché de Savoie                                       |
|                                                       |
| Médaille de la valeur militaire (Italie)              |